# Stereo Tokyo
Stereo Tokyo（ステレオ トウキョウ）は、かつて存在した日本の女性アイドルグループ。所属レーベルはBermuda Entertainment Japan。所属事務所はBermuda entertainment Japanとタンバリンアーティスツ。2016年11月27日より12月24日まで、一時的に「Sexy Tokyo」（セクシー トウキョウ）として活動した。

## 沿革
2014年、タンバリンアーティスツとつばさレコーズ（つばさプラス）の合同アイドルオーディションを実施。2014年8月30日、タンバリンアーティスツ主催のタンバリンマニアで「ステレオ東京」としてお披露目。しかし、わずか6日後の9月5日に辰巳真由佳が脱退。9月15日には、つばさレコーズが運営するつばさミュージックスクール大阪校からEspeciaの妹分グループとして「ステレオ大阪」が発足。
2015年春、「Stereo Tokyo」と改名するとともに、EDMを取り入れ、ステレオ大阪改め「Stereo Osaka」との合同ユニット「STEREO JAPAN」として、つばさプラス内に新設された新レーベル・Bermuda Entertainment Japanより5月20日『Electron』でCDデビュー。
2015年10月、Stereo Osakaが路線の相違によりSTEREO JAPANから離脱し、Edge Dub Monkeyzに改名。
2016年1月23日、『壱弐参 -IBIZA-』リリースパーティーで、福岡を拠点に活動する姉妹グループ・「Stereo Fukuoka」が結成され、初ライブを行った。これに伴いSTEREO JAPANとしての活動を再開することになった。
2016年3月27日、ディレクター水江文人から、5月4日にリリースされるSTEREO JAPAN名義のシングル『Dancing Again』の売り上げが2か月間で1万枚を突破したら解散、また、メンバーの三浦菜々子が4月17日にフルマラソン（神奈川県相模原市〜東京都港区青山間の42.195km）を行い、ゴール出来ない場合も解散となることが発表された。このフルマラソンは、ファンやメンバーが代走できるというシステムが用意されたため、結果として三浦は20キロ弱を走り、当日のライブ会場である青山EDITIONにゴールした。
2016年5月29日に行われた『Dancing Again』リリースパーティーファイナルにて、同シングルの売り上げが4480枚であることが発表され、解散は回避された。また、今後の楽曲はCDでの販売を行わず、配信のみで販売することが発表された。
2016年11月26日に行われた「HPB YURINA」（河村ゆりな生誕イベント）において、Stereo Tokyoとしての活動を中止、翌11月27日の「大生うどん食堂」（CLUB CITTA'）より「Sexy Tokyo」としての活動がスタート。12月24日の「Sexy Tokyo presents Xmas Party」で解散パーティーを行った。このライブ音源はOTOTOYからフリーダウンロード可能である。
Sexy Tokyo解散後は、Stereo Tokyoとして2017年1月までライブ出演を行っていたが（確認できる最新のライブは1月13日の「乙女の事情3マンスペシャル！」（新宿ロフト））、それ以降活動休止状態となり、
同年7月、公式サイトが削除された。

## 特徴
J-POPにEDMの要素を取り入れている例はいくつもあるが、ディレクターの水江文人はEDMの様式美として「BPM128」、「ビルドアップからのドロップ（サビに相当）」、「ドロップには歌がない」を挙げ、Stereo Tokyo/STEREO JAPANの楽曲ではそれらの様式に則っているものが多く見られる。
ライブ・イベントでも、例えば「札束乱舞」（「Electric Monkey in Tokyo」、2015年5月24日、EDITION）、「泡パーティー」（2015年9月24日、Crystal LOUNGE） などEDM界隈で流行っていることを取り入れている。屋外のイベントでは世界中の国旗が打ち振られ、本場のEDMイベントさながらの光景となることもある。
ファンの総称は「パリピ」。

## メンバー
カッコ内はSexy Tokyoでの名義
| 氏名                        | よみ                                  | 生年月日（年齢）       | パート | メンバーカラー | 備考 |
| --------------------------- | ------------------------------------- | ---------------------- | ------ | -------------- | --- |
| 椎名 彩花 （結月 愛華）     | しいな あやか （ゆづき あいか）       | 1998年6月3日（26歳）   | MC     | 緑             | Bermuda Entertainment Japan所属 Stereo Tokyo改名時に加入 解散後2018年4月1日校庭カメラガールドライに「ぱちょと んぱ」名義で加入 |
| 三浦 菜々子 （藤堂 七星）   | みうら ななこ （とうどう ななせ）     | 1998年9月16日（26歳）  | DJ     | 紫             | タンバリンアーティスツ所属 オリジナルメンバー・リーダー 解散後2018年3月28日真っ白なキャンバスに加入                            |
| 岸森 ちはな （柊 千早）     | きしもり ちはな （ひいらぎ ちはや）   | 1999年3月23日（25歳）  | MC     | 白             | Bermuda Entertainment Japan所属 オリジナルメンバー 解散後、2018年7月13日、西園寺と「ReLIeF」（リリーフ）結成                   |
| 西園寺 未彩 （一ノ瀬 美咲） | さいおんじ みさ （いちのせ みさき）   | 1999年6月23日（25歳）  | MC     | 黄             | タンバリンアーティスツ所属 オリジナルメンバー・元ぱすぽ☆候補生 解散後、2018年7月13日、岸森と「ReLIeF」結成                     |
| 河村 ゆりな （東條 優里亜） | かわむら ゆりな （とうじょう ゆりあ） | 2002年11月24日（22歳） | MC     | 青             | Bermuda Entertainment Japan所属 Stereo Tokyo改名時に加入                                                                       |

### 旧メンバー
| 氏名        | よみ          | 生年月日（年齢）      | パート | メンバーカラー | 備考                                                                        |
| ----------- | ------------- | --------------------- | ------ | -------------- | --------------------------------------------------------------------------- |
| 辰巳 真由佳 | たつみ まゆか | 1999年5月24日（25歳） | -      | 緑             | オリジナルメンバー 2014年9月5日脱退                                         |
| 青木 理咲   | あおき りさ   | 2001年9月12日（23歳） | -      | 赤             | タンバリンアーティスツ所属 オリジナルメンバー 2015年春脱退                  |
| 金山 紗菜   | かねやま さな | 1997年2月7日（28歳）  | -      | 青             | タンバリンアーティスツ所属 元SO.ON project オリジナルメンバー 2015年春脱退  |
| 八木 来未   | やぎ くるみ   | 2004年2月2日（21歳）  | MC     | 赤             | Bermuda Entertainment Japan所属 Stereo Tokyo改名時に加入 2015年12月20日卒業 |

## 作品
| # | 発売日         | タイトル                   | クレジット   | 規格品番        | 販売形態 | 収録曲 |
| - | -------------- | -------------------------- | ------------ | --------------- | -------- | --- |
| 1 | 2015年5月20日  | Electron                   | STEREO JAPAN | BMEJ-0001〜0003 | CD       | [JAPAN盤] 1. Electron 2. Electron (Instruments) [Tokyo盤] 1. Electron 2. Endless Dokidoki Mode (Tokyo Mix) [Osaka盤] 1. Electron 2. Endless Dokidoki Mode (Osaka Mix） |
| 2 | 2015年7月31日  | Anthem                     | STEREO JAPAN | BMEJ-0004〜0006 | CD       | [JAPAN盤] 1. ANTHEM 2. SIDECHAIN LOVE 3. BEIJING NOODLE NO.9 4. MOVEMENT 5. ANTHEM 6. ANTHEM [Tokyo盤] 1. ANTHEM 2. SIDECHAIN LOVE 3. BEIJING NOODLE NO.9 4. MOVEMENT 5. INSPIRE (Tokyo MIX) [Osaka盤] 1. ANTHEM 2. SIDECHAIN LOVE 3. BEIJING NOODLE NO.9 4. MOVEMENT 5. INSPIRE (Osaka MIX) |
| 3 | 2015年10月28日 | PARTY PEOPLE/PARTY GOES ON | Stereo Tokyo | BMEJ-0009       | CD       | 1. PARTY PEOPLE 2. PARTY GOES ON |
| 4 | 2016年1月23日  | 壱弍参 -IBIZA-             | STEREO JAPAN | BMEJ-0017       | CD       | 1. Buddhist Bounce 2. MATSURI 3. healing you 4. Blow Your Mind 5. NEXT |
| 5 | 2016年8月28日  | SUMMER                     | Stereo Tokyo |                 | 配信     | 1. Join Together Now 2. With You 3. Advocacy 4. Another Dancing |